# (525595) 2005 JP179
2005 JP179, também escrito como 2005 JP179, é um objeto transnetuniano que está localizado no Cinturão de Kuiper, uma região do Sistema Solar. Este corpo celeste é classificado como um cubewano. Ele possui uma magnitude absoluta de 6,0 e tem um diâmetro estimado com 278 km.

## Descoberta
2005 JP179 foi descoberto no dia 11 de maio de 2005 pelo astrônomo Marc W. Buie.

## Órbita
A órbita de 2005 JP179 tem uma excentricidade de 0,032 e possui um semieixo maior de 43,152 UA. O seu periélio leva o mesmo a uma distância de 41,785 UA em relação ao Sol e seu afélio a 44,519 UA.